# Jada Griffin
Jada Griffin (25 de septiembre de 1999) es una deportista estadounidense que compite en atletismo, especialista en las carreras de velocidad. En los Juegos Panamericanos de 2023 obtuvo una medalla de bronce en la prueba de 4 × 400 m mixto.

## Palmarés internacional
| Juegos Panamericanos | Juegos Panamericanos | Juegos Panamericanos | Juegos Panamericanos |
| Año                  | Lugar                | Medalla              | Prueba               |
| -------------------- | -------------------- | -------------------- | -------------------- |
| 2023                 | Santiago (Chile)     | Medalla de bronce    | 4 × 400 m mixto      |